# Алкім (первосвященник)
Алкім (дав.-гр. Αλκιμος; д/н — 159 до н. е.)  — 45-й юдейський первосвященик.

## Життєпис
Згідно з Першою книгою Макавеїв, належав до побічної гілки нащадків 1-го первосвященника Аарона. Належав до партії елліністів, тому змінив отримане при народженні ім'я Еліакім (івр. יהוֹיָקִים) на співзвучне грецьке — Алкім.
У 163 році до н. е. супроводжував селевкідське військо на чолі із Бакхідом для захоплення Єрусалиму, де затвердився Юда Макавей. Намагався почати перемовини з останнім, плануючи дипломатичними заходами придушити повстання. В цей час до Алкіма прибули представники фарисеїв, що запропонували допомогу в повалені клану Хасмонеїв. На думку деяких дослідників фарисеї планували використати Алкіма для захоплення влади в Єрусалимі. З невідомих причин Алкім наказав стратити посланців. Ймовірно розуміючи військову потугу Юди Макавея намагався так заручитися його підтримкою.
162 року до н. е. після страти первосвященника Менелая призначається на його посаду в обмід Онії, сина Онії III, що вважався більш законним претендентом.
Невдовзі вступив у конфлікт з Юдою, оскільки мав наміри продовжувати еллінізацію та відновити вплив селевкідського царя Антіоха V. Після загибелі останнього Алкім зазнав поразки від Макавея і мусив тікати до Антіохії, щоб отримати ґрунтовнішу військову підтримку.
Отримав війська на чолі із Ніканором від нового царя Деметрія I. Але Ніканор зазнав поразки, відступивши до Сирії. Лише з третьої спроби вдалося відновитися в Єрусалимі: Бакхид завдав поразки Юді, який залишив місто.
Відновив політику еллінізації, на ознаку чого наказав зруйнувати стіну, що розділяла греків і юдеїв. У листопаді 159 року до н. е. раптово помер від інсульту (або, можливо, був убитий прихильником Юди Макавея). Згодом первосвященником став Йонатан Хасмоней, брат Юди.